# SS Donau (1929)
SS Donau — німецьке вантажне судно-рефрижератор компанії Norddeutscher Lloyd. В час Другої світової війни використовувався як транспортний корабель, що курсував між Німеччиною та Норвегією.

## Історія
Donau побудований у Гамбурзі для компанії Norddeutscher Lloyd з Бремена. Завершений у 1929 році. При тоннажі 9180 т, він був досить великим кораблем свого часу. У рух приводився потрійним паровим двигуном і паровою турбіною.
З початком Другої світової війни Donau був реквізований на військову службу і обладнаний зенітною зброєю і глибоководними зарядами. Його завданням було перевезення військ зі Східного фронту через Штеттін до Осло та назад.
26 листопада 1942 року норвезькі поліцейські війська під керівництвом Гестапо в гавані Осло посадили на Donau 532 євреїв. Корабель перебував під командуванням унтерстурмфюрера Клауса Гроссмана та оберлейтенанта Маніга. Чоловіків і жінок посадили в окремі трюми на кораблі, позбавивши основних санітарних умов, і з ними жорстоко поводилися. Всіх в'язнів доправили в концтабір Аушвіц. Лише 9 ув'язнених пережили Другу світову війну.
16 січня 1945 року Рой Нільсен з Мілорга та Макс Манус з рота Лінге встановили десять магнітних мін на 50 см нижче ватерлінії, поки судно було причалене в Осло. Бомби мали підірватись у відкритому морі, коли корабель покине Ослофьорд, але, оскільки відправлення вранці 17 січня 1945 році відклали, бомби вибухнули, коли судно було поблизу берега. Корабель лежав на мілині сім років, поки його відбуксирували до Бремергафена на брухт. Ці події відображені у норвезькому фільмі 2008 року Макс Манус: Людина війни.